# 13436 Enid
För andra betydelser, se Enid.
13436 Enid eller 1999 WF är en asteroid i huvudbältet som upptäcktes den 17 november 1999 av den amerikanske astronomen Tom Stafford vid Zeno-observatoriet. Den är uppkallad efter Enid i Oklahoma.
Asteroiden har en diameter på ungefär 16 kilometer och den tillhör asteroidgruppen Themis.